# Topolnitsa (Radovich)
Topolnitsa (en macédonien Тополница) est un village du sud-est de la Macédoine du Nord, situé dans la municipalité de Radovich. Le village comptait 562 habitants en 2002. Il est majoritairement turc.

## Démographie
Lors du recensement de 2002, le village comptait :
- Turcs : 500
- Macédoniens : 54
- Albanais : 7
- Roms : 1